# Dale Soules
Dale Soules (Nueva Jersey, 2 de octubre de 1946) es una actriz estadounidense, reconocida por su participación en la película The Messenger y por interpretar a Frieda Berlin en la serie de televisión de Netflix Orange Is the New Black entre 2014 y 2019.

## Biografía
Soules nació en 1946 en Nueva Jersey. Se crio en Greenwood Lake y asistió a la Secundaria de West Milford. Pronto empezó a figurar en producciones teatrales escolares.
Soules se mudó a Nueva York a mediados de la década de 1960 para iniciar una carrera como actriz, desempeñándose inicialmente tras bastidores en producciones de teatro. En 1968 tuvo su primer papel importante en Broadway en la producción del musical Hair.
Se unió al reparto de la serie Orange Is the New Black durante su segunda temporada, interpretando el papel de Frieda Berlin.

## Vida personal
Soules es abiertamente lesbiana.